# Schemenlaufen
Schemenlaufen (njemački za „pokrenute prikaze”) je karnevalska procesija koja se svake četiri godine održava u Imstu (Austrija) tijekom pokladne nedjelje (fasnacht, tj. mesopust) prije Čiste srijede kojom započinje korizma. 
Sastoji se od procesije maskiranih plesača u parovima od kojih jedan nosi rotirajuća zvona (Roller), a drugi velika zvona teška do 35 kg (Scheller). Zajedno oni izvode poseban ples skokova i izvijenja pri čemu zvona tvore mješavinu visokih i dubokih tonova. Ukupno učestvuje 45 ovakvih parova, u pratnji brojnih drugih maski koji lagano imitiraju njihov ples (Laggeroller i Laggescheller). Od njih se ističu brojne maske koje laganim udaranjem ili prskanjem vodom stvaraju prostor za procesiju među publikom (Spritzer), te djevojka koja u publiku baca mirisni puder (Kübelemaje). Tu su također i dimnjačari (Kaminer) koji zadivljuju publiku odvažnim penjanjem na kuće uz pomoć višedijelnih ljestava, te bijeli i smeđi medvjedi (Bärenbande) koji pokazuju svoju snagu ili vještice koje vrište na publiku u pratnji benda koji svira disonantne melodije.
Imsterski festival traje od ranog jutra do oko 18 sati, a učestvuju samo muškarci koji, prema običaju utjelovljuju i muške i ženske osobine, dok su njihove žene, kćerke i djevojke zadužene za kostime. Schemenlaufen ujedinjuje sve stanovnike grada u zajedničkom cilju, organiziranju karnevala u duhu dugotrajne tradicije. Svi stanovnici Imsta, a osobito žene, se obrazuju u tehnikama pravljenja kostima za schemenlaufen, dok lokalni kovači kuju zvona. Tradicijsko umijeće rezbarenja drvenih maski se prenosi unutar obitelji, s koljena na koljeno, ili putem posebnih tečaja.
Ovi pokladni običaji su se očuvali iako ih je u nekoliko navrata zabranila katolička Crkva. God. 2012., Imsterski Schemenlaufen upisan je na popis nematerijalne svjetske baštine.

## Vanjske poveznice
- Popis nematerijalne kulturne baštine u Austriji  Arhivirana inačica izvorne stranice od 22. veljače 2014. (Wayback Machine) (njem.)
- www.fasnacht.at (njem.)